# Memorial Cup 2022
Der Memorial Cup 2022 war die 102. Ausgabe des gleichnamigen Turniers, des Finalturniers der Canadian Hockey League. Teilnehmende Mannschaften waren als Meister ihrer jeweiligen Ligen die Hamilton Bulldogs (Ontario Hockey League), die Shawinigan Cataractes (Ligue de hockey junior majeur du Québec) und die Edmonton Oil Kings (Western Hockey League). Die Saint John Sea Dogs aus der Ligue de hockey junior majeur du Québec waren als Gastgeber automatisch qualifiziert. Das Turnier fand vom 20. bis 29. Juni 2022 im TD Station in Saint John, New Brunswick statt.
Die Saint John Sea Dogs gewannen mit ihrem Finalsieg über die Hamilton Bulldogs ihren zweiten Memorial Cup nach 2011.

## Ergebnisse

### Gruppenphase
| 20. Juni 2022 18:00 Uhr (Ortszeit) | Saint John Sea Dogs Jan Kusnezow (2:17) Ryan Francis (16:31) William Dufour (30:50) Ryan Francis (38:33) Peter Reynolds (58:48) | 5:3 (2:1, 2:0, 1:2) Spielbericht | Hamilton Bulldogs Ryan Winterton (8:43) Avery Hayes (50:06) Ryan Winterton (56:31) | TD Station, Saint John, New Brunswick Zuschauer: 5.021 |

| 21. Juni 2022 18:00 Uhr | Edmonton Oil Kings Luke Prokop (19:16) Tyler Horstmann (24:11) Cole Miller (37:03) | 3:4 (1:1, 2:1, 0:2) Spielbericht | Shawinigan Cataractes Jordan Tourigny (10:11) Xavier Bourgault (27:11) Pierrick Dubé (45:37) Olivier Nadeau (46:55) | TD Station, Saint John, New Brunswick Zuschauer: 4.692 |

| 22. Juni 2022 18:00 Uhr | Edmonton Oil Kings Jaxsen Wiebe (2:14) Carter Souch (4:27) Jaxsen Wiebe (22:05) Jaxsen Wiebe (68:05) | 4:3 n. V. (2:3, 1:0, 0:0, 1:0) Spielbericht | Saint John Sea Dogs Raivis Ansons (6:01) Josh Lawrence (6:26) William Dufour (10:00) | TD Station, Saint John, New Brunswick Zuschauer: 5.245 |

| 23. Juni 2022 18:00 Uhr | Hamilton Bulldogs Mason McTavish (5:08) Avery Hayes (37:28) | 2:3 (1:2, 1:0, 0:1) Spielbericht | Shawinigan Cataractes Xavier Bourgault (6:47) Mavrik Bourque (11:42) Olivier Nadeau (47:06) | TD Station, Saint John, New Brunswick Zuschauer: 4.650 |

| 24. Juni 2022 18:00 Uhr | Hamilton Bulldogs Avery Hayes (9:09) Ryan Winterton (16:47) Mason McTavish (53:26) Mason McTavish (59:59) | 4:2 (2:0, 0:0, 2:2) Spielbericht | Edmonton Oil Kings Jalen Luypen (42:03) Jake Neighbours (57:14) | TD Station, Saint John, New Brunswick Zuschauer: 4.856 |

| 25. Juni 2022 16:00 Uhr | Shawinigan Cataractes Loris Rafanomezantsoa (0:49) Olivier Nadeau (14:33) William Veillette (19:17) | 3:5 (3:0, 0:4, 0:1) Spielbericht | Saint John Sea Dogs William Dufour (22:02) William Dufour (22:23) William Dufour (28:38) Jérémie Poirier (34:12) William Dufour (41:52) | TD Station, Saint John, New Brunswick Zuschauer: 5.657 |

### Abschlusstabelle
Abkürzungen: Pl. = Platz, Sp. = Spiele, S = Siege, OTS = Siege nach Overtime, OTN = Niederlagen nach Overtime, N = Niederlagen, Pkt. = Punkte, Diff. = Tordifferenz

Erläuterungen: Qualifiziert für das Finale, Qualifiziert für das Halbfinale
| Pl. |                                                                          | Sp. | S | OTS | OTN | N | Pkt. | Tore  | Diff. |
| 1.  | Saint John Sea Dogs (Gastgeber; Ligue de hockey junior majeur du Québec) | 3   | 2 | 0   | 1   | 0 | 7    | 13:10 | +3    |
| 2.  | Shawinigan Cataractes (Ligue de hockey junior majeur du Québec)          | 3   | 2 | 0   | 0   | 1 | 6    | 10:10 | ±0    |
| 3.  | Hamilton Bulldogs (Ontario Hockey League)                                | 3   | 1 | 0   | 0   | 2 | 3    | 09:10 | −1    |
| 4.  | Edmonton Oil Kings (Western Hockey League)                               | 3   | 0 | 1   | 0   | 2 | 2    | 09:11 | −2    |

### Halbfinale
| 27. Juni 2022 18:00 Uhr (Ortszeit) | Shawinigan Cataractes Mavrik Bourque (14:39) Olivier Nadeau (25:49) William Veillette (50:01) | 3:4 n. V. (1:1, 1:1, 1:1, 0:1) Spielbericht | Hamilton Bulldogs Artjom Gruschnikow (16:29) Mason McTavish (21:23) Logan Morrison (53:56) Jan Mysak (70:08) | TD Station, Saint John, New Brunswick Zuschauer: 5.114 |

### Finale
| 29. Juni 2022 18:00 Uhr (Ortszeit) | Saint John Sea Dogs Vincent Sévigny (2:35) Cam MacDonald (5:47) Riley Bezeau (24:41) William Dufour (25:15) Josh Lawrence (46:32) Peter Reynolds (58:43) | 6:3 (2:1, 2:1, 2:1) Spielbericht | Hamilton Bulldogs Mason McTavish (7:45) Jan Mysak (39:51) Mason McTavish (55:03) | TD Station, Saint John, New Brunswick Zuschauer: 5.849 |

### Memorial-Cup-Sieger
| Memorial-Cup-Sieger Saint John Sea Dogs | Torhüter: Nikolas Hurtubise, Thomas Couture Verteidiger: Charlie Desroches, Nathan Drapeau, Jan Kusnezow, Jérémie Poirier, Vincent Sévigny, William Villeneuve Angreifer: Raivis Ansons, Riley Bezeau, Brady Burns, Philippe Daoust, William Dufour, Ryan Francis, Josh Lawrence, Marshall Lessard, Cam MacDonald, Olivier Picard, Peter Reynolds, Connor Trenholm Cheftrainer: Gardiner MacDougall |

## Statistiken

### Beste Scorer
Abkürzungen: GP = Spiele, G = Tore, A = Assists, Pts = Punkte, +/− = Plus/Minus, PIM = Strafminuten; Fett: Bestwert
| Spieler          | Team                  | GP | G | A | Pts | +/− | PIM |
| ---------------- | --------------------- | -- | - | - | --- | --- | --- |
| William Dufour   | Saint John Sea Dogs   | 4  | 7 | 1 | 8   | +6  | 4   |
| Mason McTavish   | Hamilton Bulldogs     | 5  | 6 | 2 | 8   | +1  | 2   |
| Logan Morrison   | Hamilton Bulldogs     | 5  | 1 | 7 | 8   | −3  | 4   |
| Xavier Bourgault | Shawinigan Cataractes | 4  | 2 | 5 | 7   | +1  | 2   |
| Mavrik Bourque   | Shawinigan Cataractes | 4  | 2 | 5 | 7   | ±0  | 8   |
| Olivier Nadeau   | Shawinigan Cataractes | 4  | 4 | 2 | 6   | +1  | 2   |
| Ryan Winterton   | Hamilton Bulldogs     | 5  | 3 | 3 | 6   | +2  | 0   |
| Josh Lawrence    | Saint John Sea Dogs   | 4  | 2 | 4 | 6   | +4  | 0   |
| Ryan Francis     | Saint John Sea Dogs   | 4  | 2 | 4 | 6   | +9  | 6   |
| Philippe Daoust  | Saint John Sea Dogs   | 4  | 0 | 6 | 6   | +5  | 4   |

### Beste Torhüter
Abkürzungen: GP = Spiele, Min = Eiszeit (in Minuten), W = Siege, L = Niederlagen, OTL = Overtime/Shootout-Niederlagen, GA = Gegentore, SO = Shutouts, Sv% = gehaltene Schüsse (in %), GAA = Gegentorschnitt; Fett: Bestwert; Sortiert nach Gegentorschnitt.

| Spieler           | Team                | GP | Min | W | L | OTL | GA | SO | Sv%  | GAA  |
| ----------------- | ------------------- | -- | --- | - | - | --- | -- | -- | ---- | ---- |
| Nikolas Hurtubise | Saint John Sea Dogs | 4  | 248 | 3 | 0 | 1   | 13 | 0  | 88,0 | 3,14 |
| Sebastian Cossa   | Edmonton Oil Kings  | 3  | 184 | 1 | 2 | 0   | 10 | 0  | 90,8 | 3,25 |
| Marco Costantini  | Hamilton Bulldogs   | 5  | 305 | 2 | 3 | 0   | 17 | 0  | 90,1 | 3,34 |

## Auszeichnungen

### Spielertrophäen
| Auszeichnung                                           | Spieler           | Team                |
| ------------------------------------------------------ | ----------------- | ------------------- |
| Stafford Smythe Memorial Trophy (Wertvollster Spieler) | William Dufour    | Saint John Sea Dogs |
| Ed Chynoweth Trophy (Bester Scorer)                    | William Dufour    | Saint John Sea Dogs |
| George Parsons Trophy (Fairster Spieler)               | Logan Morrison    | Hamilton Bulldogs   |
| Hap Emms Memorial Trophy (Bester Torhüter)             | Nikolas Hurtubise | Saint John Sea Dogs |

### All-Star-Team
| Angriff:      | Mavrik Bourque – William Dufour – Mason McTavish |
| Verteidigung: | Jan Kusnezow – Arber Xhekaj                      |
| Tor:          | Nikolas Hurtubise                                |